# The Kumars at No. 42
The Kumars at No. 42 é uma série de televisão britânica criada por Sharat Sardana e exibida originalmente pelo canal BBC Two entre 2001 e 2006, totalizando 53 episódios e sete temporadas. A série venceu dois prêmios Emmy Internacional em 2002 e 2003. Em 2014, Sky1 anunciou  o seu retorno, sete anos após seu término.

## Enredo
A série apresenta a rotina de uma família indiana vivendo em Londres. A família é formada por Madhuri (Indira Joshi) e Ashwin Kumar (Vincent Ebrahim), pais de Sanjeev (Sanjeev Bhaskar), um rapaz de trinta e poucos anos que mantém um estúdio de TV nas dependências de sua casa, onde gravava seu talk show. Através de seu programa, Sanjeev conhece diversas personalidades, as quais entrevista.

## Elenco
- Sanjeev Bhaskar ... Sanjeev Kumar
- Vincent Ebrahim ...  Ashwin Kumar
- Indira Joshi ... Madhuri Kumar
- Meera Syal ... Sushil 'Ummi' Kumar